# IC 3101
IC 3101 је елиптична галаксија у сазвјежђу Дјевица која се налази на листи објеката дубоког неба у Индекс каталогу.
Деклинација објекта је + 11° 56' 36" а ректасцензија 12h 17m 19,5s. Привидна величина (магнитуда) објекта IC 3101 износи 14,3 а фотографска магнитуда 15,3. Налази се на удаљености од 13,4 милиона парсека од Сунца. IC 3101 је још познат и под ознакама CGCG 69-128, VCC 230, PGC 39405.